# 敬長瑜
敬长瑜（?—?），北齐平阳郡泰平县（今山西省临汾市襄汾县）人，兖州刺史敬显儁的儿子。

## 生平
敬长瑜在齐武成帝时为广陵郡太守，多所受贿。刺史陆骏将要上表弹劾。敬长瑜贿赂和士开，和士开以书屏风诈为敬长瑜所进贡品。齐武成帝高兴，陆骏弹劾表章送到后，不问其罪。转任合州刺史，被南陈军队擒获，卒。其子敬德亮，北齐亡后，背着父亲的尸体归乡。敬德亮在隋朝开皇年间，在尚书郎任上去世。